# Dactylorhiza foliosa
Dactylorhiza foliosa är en orkidéart som först beskrevs av Heinrich Gustav Reichenbach, och fick sitt nu gällande namn av Károly Rezsö Soó von Bere. Dactylorhiza foliosa ingår i Handnyckelsläktet som ingår i familjen orkidéer. IUCN kategoriserar arten globalt som livskraftig.
Artens utbredningsområde är Madeira. Inga underarter finns listade i Catalogue of Life.

## Bildgalleri

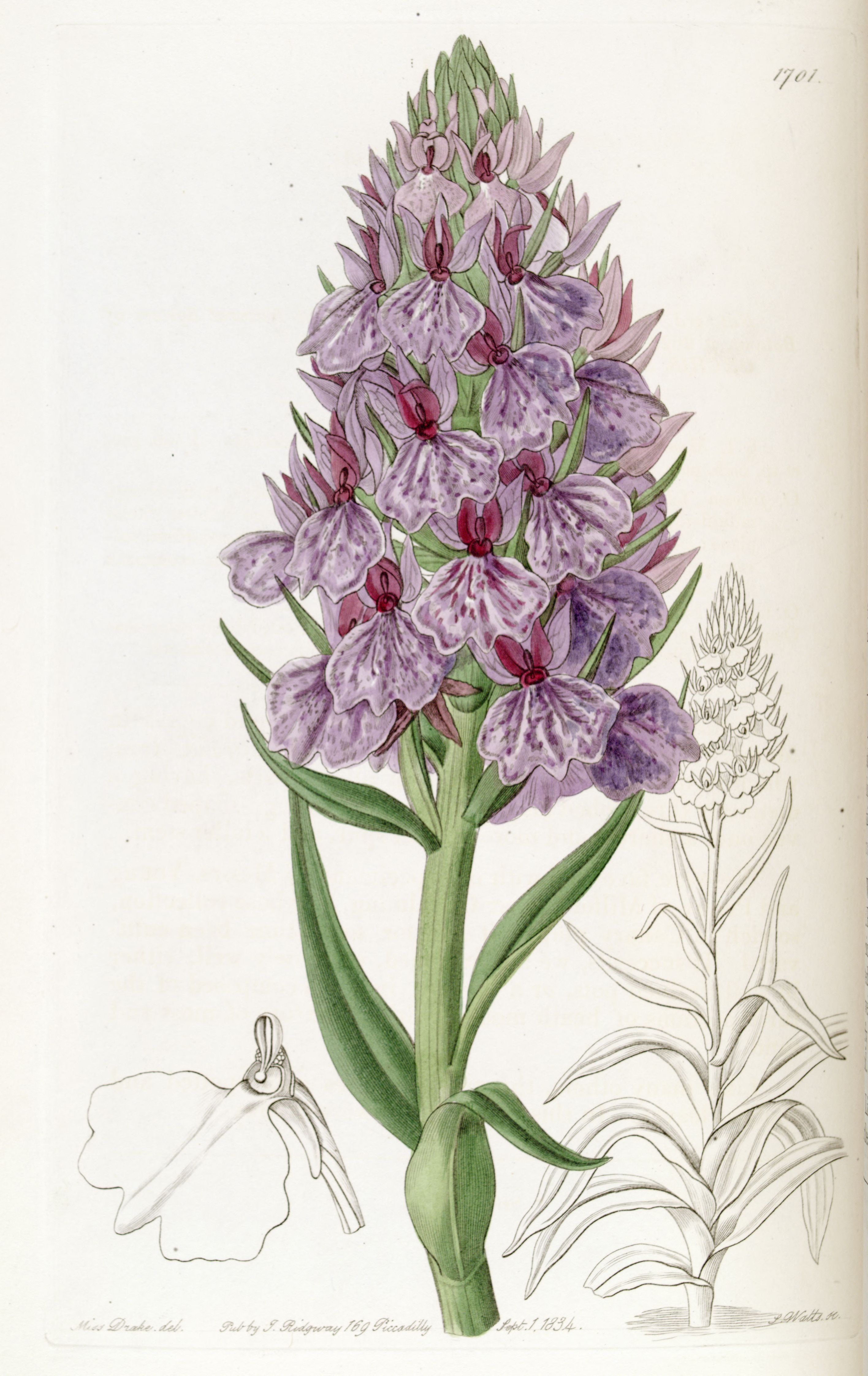
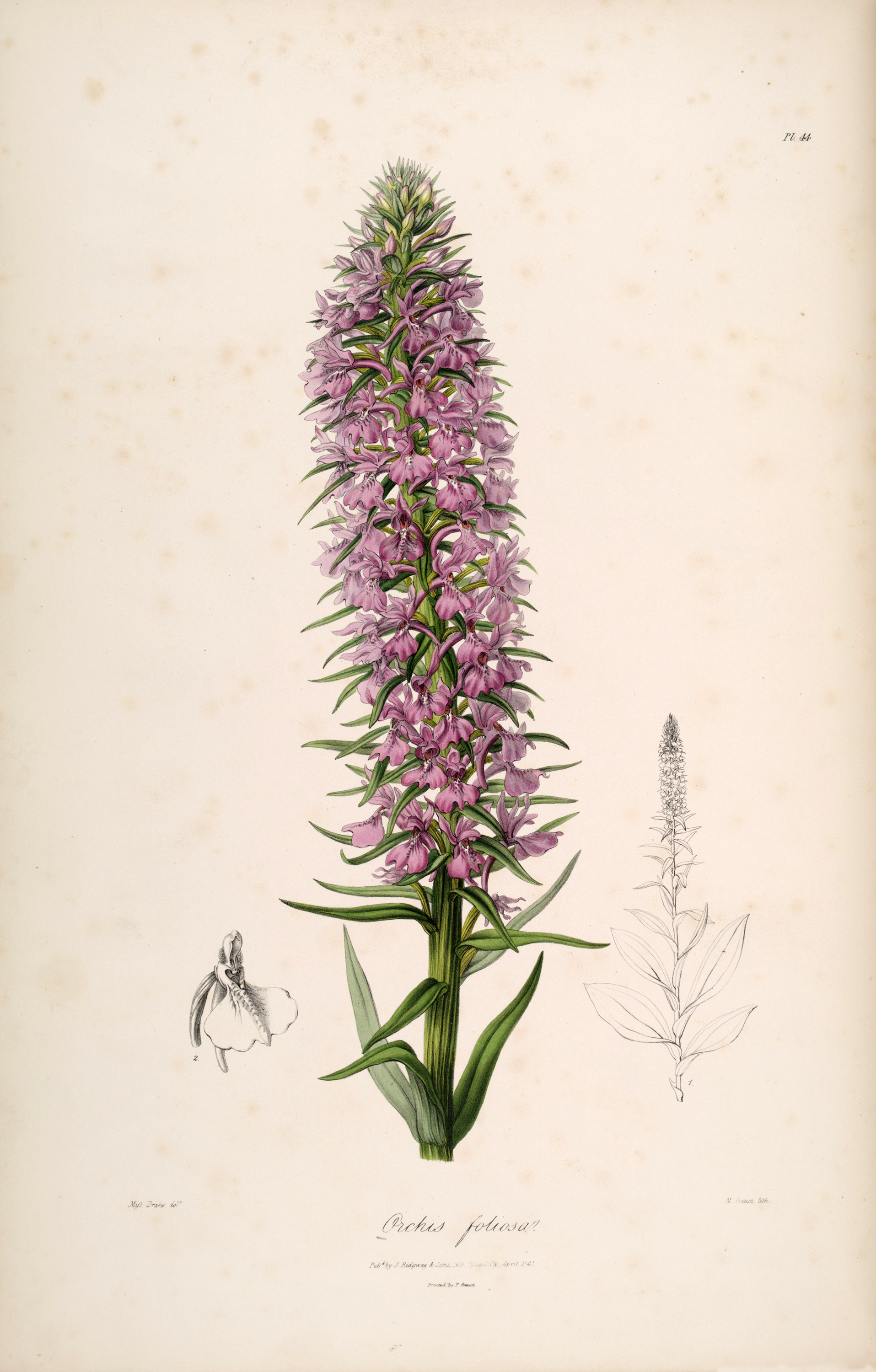